# فريق نحن نطير
فريق نحن نطير، (بالإنجليزية: WeFly! Team)‏. هو فريق أيروباتيكي مدني من إيطاليا. ويتم تمويل الفريق من قبل المشتركين والعملاء. جميع الطيارين لديهم إعاقة جسدية.